# Polymorphus obtusus
Polymorphus obtusus es una especie de acantocéfalo del género Polymorphus, familia Polymorphidae. Fue descrita por Van Cleave en 1918. Se encuentra en América del Norte.